# Hoy (Bodensee)
Hoy ist eine unbewohnte Insel im Bodensee. Sie liegt 400 Meter östlich der Insel Lindau in der Reutiner Bucht und 100 Meter südlich des Seeufers bei der Mündung der Oberreitnauer Ach (Lindauer Ach).

## Geografie

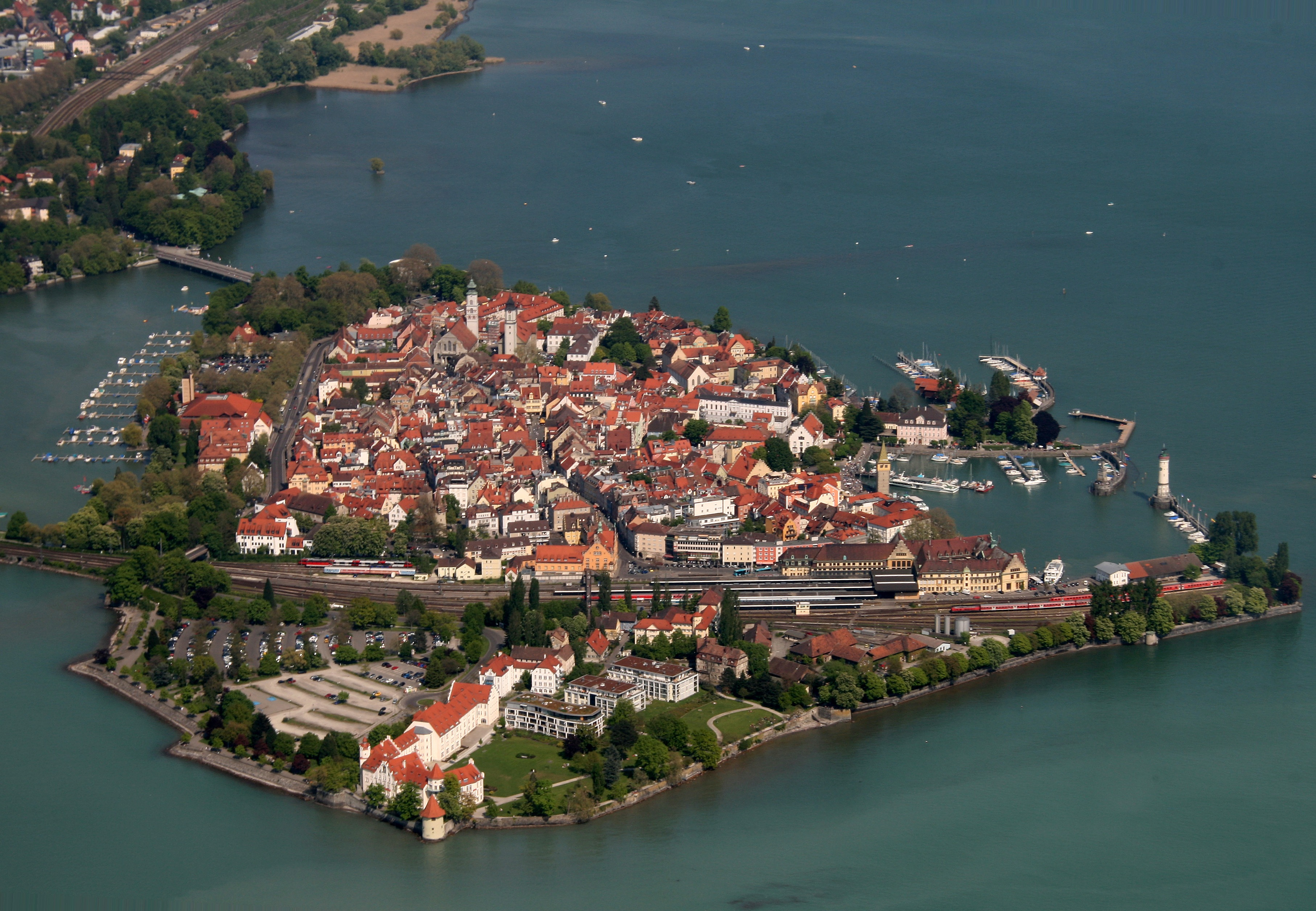
Oberhalb der Insel Lindau ist Hoy zu erkennen

Die Insel hat einen annähernd rechteckigen Grundriss mit einer Länge von knapp neun Metern und einer Breite von fünf bis sechs Metern. Die Fläche beträgt knapp 51 m². Hoy gehört zum Stadtteil und zur Gemarkung Reutin der Stadt Lindau, die bis 1922 eine selbstständige Gemeinde war. Sie ist mit einer Weide bepflanzt, deren Krone den größten Teil der Fläche überdeckt. Die Ufer der Insel sind mit einer Natursteinmauer befestigt und ragen knapp zwei Meter über den Wasserspiegel. Das Höhenniveau des Mittelwassers beträgt 395,27 m über dem Meer. Bei niedrigem Wasserstand  kann man zu Fuß zur Insel gelangen.
Hoy liegt wie die „Reutiner Bucht“ in einem Naturschutzgebiet, dem FFH-Gebiet Bayerisches Bodenseeufer. Sie weist gewisse Ähnlichkeiten mit einer künstlichen Insel im Chiemsee auf, dem Schalch.

## Geschichte
Im Volksmund wird Hoy gelegentlich (allerdings fälschlicherweise) als ehemalige reichsstädtische Galgeninsel bezeichnet, diese liegt jedoch 550 Meter weiter östlich und ist seit etwa der Mitte des 19. Jahrhunderts eine Halbinsel.
Tatsächlich handelt es sich bei Hoy um eine kleine künstliche Insel, die vom damaligen Besitzer der nahegelegenen Villa Seeheim (am linken, östlichen Ufer der Lindauer Ach, gegenüber der Stadtverwaltung) angelegt wurde. Mit dem Bau wurde am 20. Februar 1922 begonnen, 1934 wurde die Insel im Rahmen eines Festes mit Fahnenhissung, Gesang und Festreden eingeweiht.
Die Insel wurde in den folgenden Jahren als private Badeinsel genutzt; es war auch eine Badehütte vorhanden. Diese ist um das Jahr 1945 abgebrannt.
1973 ging die Insel in das Eigentum des Freistaates Bayern über, welcher der Stadt Lindau 2009 die Nutzungsrechte einräumte. Die Weide auf Hoy wurde bei einem Sturm 2019 und nochmal 2021 bei einem Gewittersturm beschädigt und brach einige Meter über dem Boden ab. Eine Ersatzweide wurde 2022 gepflanzt. Inzwischen ist der bauliche Zustand der Ummauerung so schlecht, dass sie akut vom Einsturz bedroht ist. Ein Niedrigwasser wird ab etwa Ende März 2025 genutzt, um eine provisorische Zufahrt aufzuschütten und Instandsetzungen vorzunehmen.